# José Jesús Lorenzo
José Jesús Lorenzo Vázquez (Cieza, Murcia, 1946-Pamplona, 31 de diciembre de 2023) fue un empresario, peletero, artista, pintor y diseñador de moda español. Pionero en la peletería de diseño, fue uno de los primeros diseñadores de piel en participar en la Pasarela Cibeles.

## Primeros años de vida
José Jesús Lorenzo nació en la localidad murciana de Cieza en 1946. Su padre era un ingeniero textil, que dirigía en Zaragoza una gran fábrica de confección textil.
Comenzó su afición por el dibujo y la pintura desde su infancia. A los seis años recibió sus primeras clases en una academia de dibujo de Cieza, continuándolas en Zaragoza, donde se trasladó junto con su familia. Su formación como dibujante y pintor se perfiló en la Escuela de Artes Aplicadas y Oficios Artísticos de Zaragoza. Sus cuadros no se centraron en un único estilo, sino que trabajó el realismo, la figuración, el expresionismo y la abstracción; utilizando siemptre el color, elemento esencial de su pintura y en su vida, junto con el claroscuro. Su obra ha sido expuesta en diversas galerías de arte de: Argentina, Bruselas, Dubái, Hong Kong, Madrid, Montreal, Múnich, Nueva York, Pamplona y Toronto, entre otras. Compaginó su formación artística con una formación jurídica en la Facultad de Derecho de la Universidad de Zaragoza.

## Vida pública
Su suegro, empresario de la piel en Zaragoza, le animó a adentrarse en el mundo de la peletería, por lo que completó su formación artística en diseño de moda en Milán y Barcelona. Trasladado a Pamplona con su familia, fundó la Peletería Groelandia (1974) junto a su esposa María Pilar Morales, con la que tuvo cuatro hijos. Peletería Groenlandia nació como una empresa familiar que tras su jubilación, dejó en manos de su hijo Jesús. Desde allí realizó diversas colecciones de moda.
Desde sus inicios, José Jesús Lorenzo presentó sus colecciones en distintas pasarelas, desfilando en capitales de la moda como Milán, Nueva York, Toronto, Hong Kong, y compartiendo pasarela con la diseñadora venezolana Carolina Herrera, o el diseñador de moda dominicano Oscar de la Renta. También participó en pasarelas nacionales donde desfilaron Sofía Mazagatos junto a otras modelos españolas. Después de estudiar nuevas técnicas en la confección y en el patronaje, consiguió una prenda más cómoda que marcó tendencia dentro del mundo de la moda.Fue pionero en acudir a las subastas de Norteamérica para comprar las pieles en origen, esto es, pieles salvajes de visón, linces, marmotas o martas, que aportan un pelaje distinto del de las procedentes de granjas. Uno de sus modelos más novedosos fue el abrigo Miró, en el que reprodujo sobre una nutria despinzada el famoso cuadro de la liebre, del pintor surrealista español.
En 1999, Peletería Groenlandia celebró su XXV aniversario en un acto en el Teatro Gayarre, donde la empresa peletera presentó sus colecciones anuales durante cerca de treinta años.En 2009, la Peletería Groenlandia contaba con dos establecimientos en Pamplona, una delegación en Madrid y tres talleres de confección; vendía a más de un centenar de boutiques y peleterías españolas, y exportaba a diversos países como: Alemania o Rusia.
José Jesús fue uno de los primeros diseñadores de piel en participar en la Pasarela Cibeles,donde la Peletería Groenlandia llegó a desfilar durante una década.
Fue caballero de la Real Orden del Pilar.
Falleció en Pamplona, el último día del año 2023.

## Premios
- Premio “Medalla de Oro Mayte Spínola 2022”, por su extraordinaria labor en el ámbito empresarial. El premio se otorgó en el Museo de Arte Contemporáneo de Marmolejo (Jaén).[13]
- Premio a la mejor piel de origen controlado, entregado por el presidente de la Federación Nacional de Peleteros. El premio se otorgó en el Teatro Gayarre (Pamplona, 1999).[10]